# Corydalis laucheana
Corydalis laucheana är en vallmoväxtart som beskrevs av Friedrich Karl Georg Fedde. Corydalis laucheana ingår i släktet nunneörter, och familjen vallmoväxter. Inga underarter finns listade i Catalogue of Life.